# Don Dietrich
Don Dietrich est un saxophoniste américain membre fondateur du groupe Borbetomagus. Ce trio basé à New York pratique l'improvisation sauvage dans une musique free jazz et bruitiste.
Depuis peu[Quand ?] il fait partie du groupe noise/free jazz The New Monuments (avec C. Spencer Yeh et Ben Hall).